# Lars Östlund
Lars Yngve Östlund (* 15. August 1921 in Stockholm; † 2. Dezember 2012 in Lund) war ein schwedischer Bauingenieur.
Östlund studierte an der Königlich Technischen Hochschule in Stockholm mit dem Abschluss 1945, studierte dort wieder ab 1948 und wurde dort nach der Promotion 1954 Dozent für Brückenbau. Dazwischen war er von 1945 bis 1948 bei Skanska als Ingenieur tätig. 1957 bis 1965 war er bei der Baufirma Byggnads AB Contractor. 1965 bis 1986 war er Professor für Bauingenieurwesen an der neu gegründeten Technischen Hochschule Lund. Dort war er auch Dekan und wurde 1986 emeritiert.
Er war in der Entwicklungsphase der Kernkraftnutzung in Schweden an der Entwicklung von konstruktiven Sicherheitsmaßnahmen beteiligt. Er war in den 1960er Jahren Vorsitzender des staatlichen Beratungskomitees für Bauforschung.
1990 erhielt er den International Award of Merit in Structural Engineering. 1981 wurde er Mitglied der Königlich schwedischen Akademie für Ingenieurwesen.